# La Torrecica
La Torrecica es un barrio de Albacete (España) localizado al este de la ciudad.
Está situado junto al Circuito de Albacete, el Centro Penitenciario de Albacete, el Centro de Recuperación de Fauna Salvaje de Albacete y el Parque Empresarial Ajusa de la capital. 
Según el INE, tiene una población de 111 habitantes (2017).